# Peter Rieß
Peter Theophil Rieß, auch Peter Gottlieb Rieß (* 27. Juni 1804 in Berlin; † 23. Oktober 1883 ebenda) war ein deutscher Physiker.

## Leben
Rieß konnte als Sohn des Juweliers David Jacob Rieß (1768–1849) zeitlebens seinen physikalischen Untersuchungen als Privatmann nachgehen. 1842 wurde er als erster Jude vom König durch Führsprache von Alexander von Humboldt und gegen das Votum des zuständigen Kultusministers Friedrich Eichhorn als Mitglied der Königlich-Preußischen Akademie der Wissenschaften bestätigt.

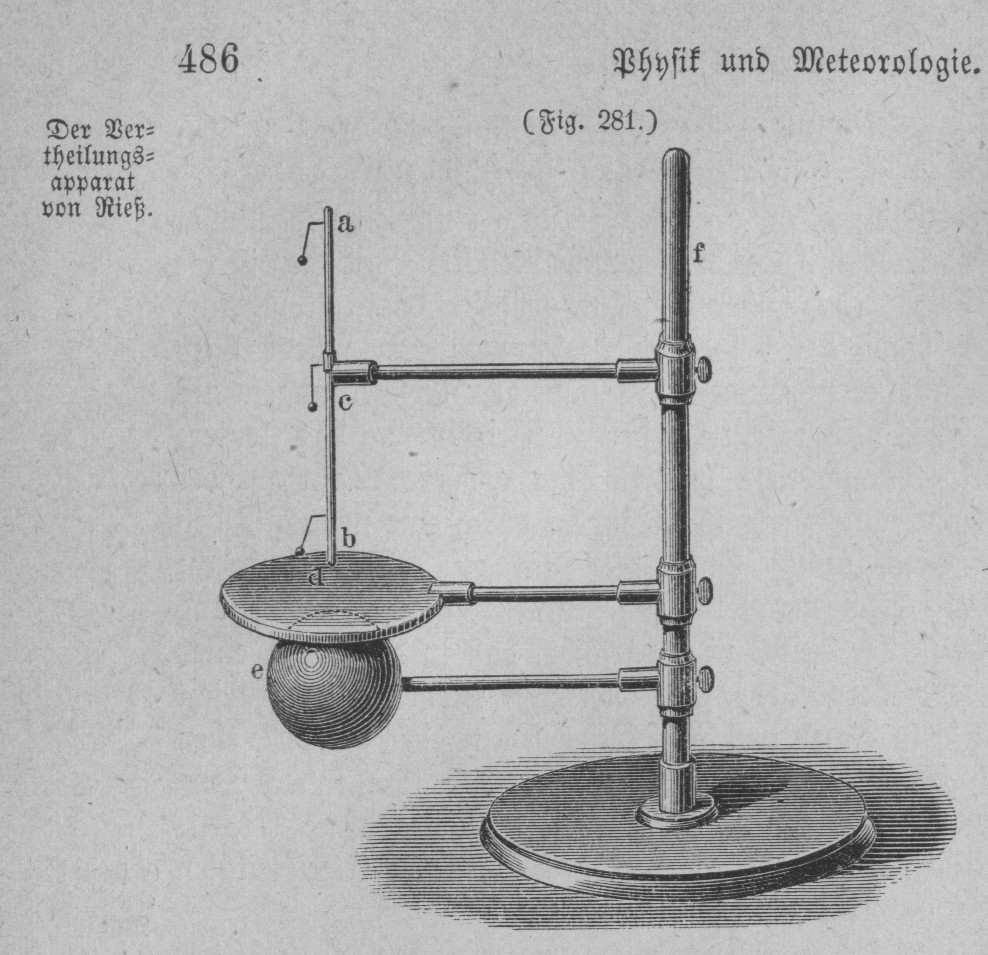
Der Verteilungsapparat von Rieß (auf Seite 486 des Buches „Die gesammten Naturwissenschaften“ (1873))

Nach einigen kleineren Arbeiten über Erdmagnetismus und Magnetismus wandte sich Rieß dem Studium der Reibungselektrizität zu, der er fast alle seine Arbeiten seit 1836 widmete. Ein Meister des Experiments auf diesem schwierigen Gebiet, baute Rieß die experimentelle Seite der Lehre von der Reibungselektrizität durch seine Arbeiten über die Verteilung der Elektrizität auf Leitern, die elektrische Influenz, über die Entladung der Elektrizität, die Wirkungen der Entladungen, speziell die Wärmewirkung, wesentlich aus. Sein zweibändiges Werk Die Lehre von der Reibungselektrizität (1853) und in weiteren Abhandlungen (Berlin 1867 und 1878) sind eine Zusammenstellung und Analyse alles bis dahin auf diesem Gebiet gesammelten experimentellen Materials.
Bereits seit 1824 gehörte Peter Theophil Rieß der Gesellschaft der Freunde an. Er war zudem korrespondierendes Mitglied der Russischen Akademie der Wissenschaften (1856), Mitglied der Akademie der Wissenschaften zu Göttingen (1856) und der Bayerischen Akademie der Wissenschaften (1872).
1835 heiratete er Fanny Güterbock, die Tochter des Kaufmanns Levin Isaac Güterbock. Das Paar hatte mindestens eine Tochter, Rebecca Rieß (1836–1924), die 1863 den Physiker Georg Quincke heiratete.

## Auszeichnungen
- 1878: Ehrendoktorwürde der Universität Pavia

## Schriften
- Diss. de telluris magnetismi mutationibus diurnis et menstruis, Dissertation Universität Berlin, 1831.
- P. Riess (1846). Ueber die Ablenkung der Magnetnadel durch die elektrische Batterie. Annalen der Physik 143 (4): 535-540
- Die Lehre von der Reibungselektrizität, 2 Bände. Hirschwald, Berlin 1853.
- Abhandlungen zur Lehre von der Reibungselectricität. Hirschwald, Berlin 1867. (Digitalisat)
- Abhandlungen zur Lehre von der Reibungselectricität. 1879.
- Ueber elektrische Schatten. In: Wiedemann’s Annalen Band XV, 1882.

Für weitere Schriften siehe Peter Rieß (Wikisource)